# Fritz Wenzel (Ingenieur)
Fritz Wenzel (* 8. Februar 1930 in Ruden, Niederschlesien; † 2. Oktober 2020 in Karlsruhe) war ein deutscher Bauingenieur und Hochschullehrer.

## Biografie
Wenzel begann seinen Schulbesuch in Niederschlesien und machte nach der Flucht in den Westen und mehreren Schulstationen das Abitur an der Großen Schule, einem Gymnasium in Wolfenbüttel, Niedersachsen. Er absolvierte 1949 bis 1951 eine Zimmererlehre und studierte ab 1951 Bauingenieurwesen an der TH Braunschweig. 1957/58 arbeitete er in der Baufirma Wilhelm Goes in Salzgitter. 1959 wurde er Assistent von Klaus Pieper am Lehrstuhl für Hochbaustatik der TH Braunschweig, an der er 1963 mit Untersuchungen über die Druckverhältnisse in Silozellen promoviert wurde. 1964 bis 1967 leitete er das Ingenieurbüro von Pieper in Braunschweig. Von 1967 (Nachfolge von Georg Lewenton) bis zur Emeritierung 1998 war er ordentlicher Professor für Tragkonstruktionen an der Fakultät für Architektur der TH Karlsruhe. Ab 1968 hatte er auch ein eigenes Ingenieurbüro, in das er 1978 Partner aufnahm. 2007 zog er sich aus der aktiven Tätigkeit zurück.
1970 bis 1998 war er Prüfingenieur für Baustatik. 2000 wurde er Ehrendoktor der TU Braunschweig.
Wie Klaus Pieper befasste er sich mit dem Erhalt historischer Bauten und gründete und leitete dazu 1985 bis 2002 einen Sonderforschungsbereich der DFG. Im Rahmen dessen gab er auch ab 1987 bis 1997 Jahrbücher zum Thema heraus (erschienen bei Ernst & Sohn). 1997 führte er dazu einen Studiengang Altbauinstandsetzung in Karlsruhe ein. Er war dazu auch international beratend tätig.
1990 gründete er ein Weiterbildungs- und Beratungszentrum für Denkmalpflege und behutsame Altbauinstandsetzung („Villa Salzburg“) in Dresden, das er auch leitete.
Daneben befasste er sich mit Silobau (auch in der Normung).

## Schriften (Auswahl)
- mit Klaus Pieper: Druckverhältnisse in Silozellen. Ernst & Sohn, Berlin 1964.
- mit anderen: Historisches Mauerwerk: Untersuchen, Bewerten und Instandsetzen, SFB 315, Universität Karlsruhe 2000.
- als Herausgeber: Berichte vom Wiederaufbau der Frauenkirche zu Dresden: Konstruktion des Steinbaus und Integration der Ruine. Universitätsverlag Karlsruhe 2007, ISBN 978-3-86644-090-6, Volltext online in archive.org.
- Von Bauten und Menschen. Als Bauingenieur in der Denkmalpflege. Sandstein Verlag, Dresden 2020, ISBN 978-3-95498-567-8, Leseprobe.